# آردیکو مانیینی
آردیکو مانیینی (به ایتالیایی: Ardico Magnini) (زاده ۲۱ اکتبر ۱۹۲۸ – درگذشته ۳ ژوئیه ۲۰۲۰) بازیکن فوتبال اهل ایتالیا بود که از سال ۱۹۵۳ میلادی عضو تیم ملی فوتبال ایتالیا بوده و در ۲۰ بازی ملی حضور داشته‌است. او در بازی‌های ملی‌اش گلی به ثمر نرساند.
آردیکو مانیینی آخرین بازی ملی خود را در سال ۱۹۵۷ میلادی انجام داد.